# Isabelle de France (1242-1271)
Pour les articles homonymes, voir Isabelle de France.
Titre
Reine consort de Navarre
6 avril 1255 – 4 décembre 1270
(15 ans, 7 mois et 28 jours)
Isabelle de France, née le 2 mars 1242, morte à Hyères le 27 avril 1271, est reine de Navarre et comtesse de Champagne. C'est la fille de Louis IX de France et de Marguerite de Provence.

## Biographie
Louis IX, voulant la paix avec la Navarre, fit épouser Isabelle à Thibaut II de Navarre, fils de Thibaud Ier de Navarre. Des archéologues ont retrouvé certains documents concernant le mariage d’Isabelle qui ont été écrits par Louis IX, une caractéristique inhabituelle pour la préparation des princesses royales à leur mariage, une tâche habituellement confiée à leur mère, et non à leur père. L'archevêque de Rouen Eudes II Rigaud a célébré le mariage entre Isabelle, fille du roi de France, et Thibaud II, roi de Navarre et comte de Champagne, le 6 avril 1255 à Melun. Thibaud avait 18 ans et Isabelle 13 ans.
Thibaud et Isabelle se sont dit vouloir rester sans enfants. Des rapports contemporains disent même que le couple refusait de se déshabiller complètement pour dormir. Cependant, il semble plus probable que le couple n’ait pas consommé le mariage et resta chaste.
En juillet 1270, Thibaut embarqua pour la huitième croisade avec son beau-père, Louis IX, qui succomba lors du voyage aller, en août 1270 à Tunis. Thibaut mourut quelques mois plus tard sur le chemin du retour, en décembre 1270 en Sicile.
Après la mort de son mari, Isabelle revint en France et vécut en Provence avec la famille de sa mère jusqu'à sa mort, trois mois plus tard, en mai 1271. Isabelle fut enterrée aux côtés de son mari à Provins. D'autres historiens ont confirmé qu'elle est enterrée à Trapani dans l'église de San Domenico avec son mari,.